# Siedem dalekich rejsów
Siedem dalekich rejsów – powieść Leopolda Tyrmanda.
Autor rozpoczął pracę nad książką już w 1952 r., jednak szybko ją zarzucił ze względu na brak szans na publikację w ówczesnej sytuacji społeczno-politycznej. W czasie odwilży, w 1957 r., ukończył pisanie książki, która miała zostać wydana przez "Czytelnika". Wydrukowaną powieść skonfiskowała cenzura, co uzasadniono pornografią i promocją inicjatywy prywatnej.
Wskutek tych perypetii książka została wydana najpierw po angielsku jako Seven Long Voyages (1959), a później w Niemczech Zachodnich pod tytułem Ein Hotel in Darlowo (1962). Rok później Jan Rybkowski nakręcił film Naprawdę wczoraj, którego scenariusz oparty był na Siedmiu dalekich rejsach.
Pierwsze wydanie książki w języku polskim miało miejsce w 1975 r. w Londynie, kolejne – w 1992 r. (w Londynie i Warszawie).
Akcja powieści dzieje się podczas trzech dni wczesną wiosną 1949 r. w Darłowie.